# Медаль Ананії Ширакаці
Медаль Ананії Ширакаці (вірм. Անանիա Շիրակացու մեդալ) — державна нагорода Республіки Вірменії. Заснована 26 липня 1993 року. Носить ім'я вірменського географа, картографа, історика, астронома VII століття — Ананії Ширакаці.

## Підстави нагородження
Нагородження медаллю Ананії Ширакаці проводиться за видатну діяльність, значні винаходи і відкриття в області економіки, інженерії, архітектури, науки і техніки.

## Нагороджувані
Медаллю Мхитара Гераці нагороджуються вчені в галузі економіки та природознавства, інженери, винахідники.

## Процедура нагородження
Клопотання про нагородження медаллю Ананії Ширакаці ініціюється міністерствами і відомствами Республіки Вірменії.
Медаллю Ананії Ширакаці нагороджує Президент Вірменії, видаючи про це укази.
Медаллю Ананії Ширакаці нагороджуються громадяни Республіки Вірменії, іноземні громадяни та особи без громадянства.
Президент, Віце-президент Вірменії, депутати Верховної Ради та місцевих Рад Республіки Вірменії не можуть нагороджуватися державними нагородами Республіки Вірменія, в тому числі й медаллю Ананії Ширакаці.
Повторне нагородження медаллю Ананії Ширакаці не проводиться.
Нагородження медаллю Ананії Ширакаці може проводитися також посмертно. В цьому випадку медаль разом з посвідченням вручається сім'ї нагородженого.

## Черговість
Медаль Ананії Ширакаці носиться на лівій стороні грудей, після медалі Мхітара Гераці.